# Diepe ecologie
Diepe ecologie is een algemene visie op de aard van de milieuproblematiek, die in het begin van de jaren 70 werd ontwikkeld door Arne Næss.
Volgers van de Diepe Ecologie vormen een sociale beweging die gelinkt is aan de milieubeweging. De kerngedachte van de diepe ecologie is het idee dat de natuur een zelfstandige intrinsieke waarde heeft, los van het nut voor de mens. Rijkdom en verscheidenheid van levensvormen zijn in zichzelf waardevol. De natuur, die wordt gezien als een integraal systeem, mag niet alleen als materiaal voor productie en consumptie worden gezien. Het niet-menselijk leven heeft hetzelfde recht als de mens om te leven en te floreren. De mens maakt deel uit van de natuur en heeft daarbinnen geen geprivilegieerde positie. 
Naess introduceerde de term deep ecology om daarmee een onderscheid te maken tussen het ecologisch denken dat het overleven van de mens centraal stelt (de zogeheten shallow ecology) en de ecologische oriëntatie die opkomt voor de rechten van alle soorten. Naess spreekt van
‘biosfeer egalitarisme’. De innerlijke drang van de levende materie om zichzelf te vervolmaken, de drang van soorten om hun evolutionair potentieel optimaal te verwezenlijken, zou zoveel mogelijk de vrije hand moeten worden gelaten. Fundamenteel in het deep ecology-gezichtspunt is de gedachte dat individuen, soorten, ecosystemen, en zelfs de aarde als een geheel, een eigen intrinsieke waarde vertegenwoordigen. Een waarde, met andere woorden, die niet door de mens bemiddeld is. Alle soorten hebben bestaansrecht. En dat recht overtreft het recht van mensen om hun aantal te vermeerderen, hun welvaart te doen toenemen en leefruimte te claimen. Biocentrisme, kortom, in plaats van antropocentrisme. Voor deep ecologists is het essentieel dat wat er nog aan wildernis over is met alle macht wordt beschermd, en waar de oude luister is verdwenen, zij de kans krijgt zich te herstellen.
Het ingrijpen van de mens op de aarde dient te worden verminderd door een vermindering van het bevolkingsaantal en beperking van de westerse levensstandaard. De mens mag de aarde alleen aantasten voor zover dit nodig is om in zijn vitale behoeften te voorzien. Er is verandering gewenst in fundamentele economische en technologische structuren.
Daarnaast zijn veranderingen in basiswaarden en bewustzijn noodzakelijk. Mensen dienen zich opnieuw sterker met de natuur verbonden te voelen. Naess streeft ernaar dat de mens komt tot de ontwikkeling van een ‘ecologisch zelf’: de spiritueel/religieuze component van psychologische en emotionele identificatie met niet-menselijke individuen, soorten en ecosystemen. Voor hem is onze relatie tot de natuur bepalend voor de kwaliteit van ons bestaan; 'simple in means, rich in ends'.
De diepe ecologie (deep ecology) werd door Næss geformuleerd als kritiek op shallow ecology, die volgens de aanhangers van de diepe ecologie:
- de natuur reduceert tot een hulpbron die vrijelijk kan worden geëxploreerd door mensen.
- vanuit een antropocentrische visie vooral de menselijke gezondheid en overleving prioriteit geeft.
- vaak technische oplossingen voor het milieuprobleem aandraagt die niet werken.